# R-15指定の映画一覧
R-15指定の映画一覧は、映画倫理委員会（映倫）や日本ビデオ倫理協会（ビデ倫）、もしくはビデオメーカーの自主規制によって映画のレイティングシステムでR-15指定を受けた映画の一覧。OVAなどのアニメ作品に関しては制限指定のアニメ一覧を参考。
ここでは劇場未公開作品や、オリジナルビデオ作品（Vシネマ）も記述の対象とする。右記は補足情報。

## 概要
このレイティングの前身は、1976年に一般映画と成人向け映画の中間として制定された「一般映画制限指定付（R）」であり、1998年にR-15となった。このレイティングでは、15歳未満の鑑賞が認められていないが、中学卒業から高校入学までの期間などのグレーゾーンが存在するため、映画館によっては対応が異なる。東宝東和が運営していたウェブサイト「eigaf@n.com」のコラム「映画豆知識」の2001年の記事によると、設立当初は性描写が審査の対象だったが、少年犯罪の増加により、暴力や犯罪も審査の対象になったといわれている。たとえば、『バトルロワイアル』の場合、中学校のクラスメイト同士の殺し合いが描かれているため、このレイティングに割り振られた。監督である深作欣二から抗議が寄せられたものの、R-15指定で上映された。また、特殊な例としては通貨偽造を題材とした『スワロウテイル』がR-15に割り振られた。なお性表現については、明確な描写があってもR-18ではなくR-15となった例もあり、たとえば、『帰らない日曜日』の場合、全裸や、男女それぞれの局部がはっきり見える場面があるがR-15に振り分けられている。この事例を取り上げたAllaboutのヒナタカは、同作の宣伝担当者から聞いた話として、性行為中ではなかったためR-15に収まったと説明している。
一つ上のレイティングであるR-18となった場合は客層が限られるため、R-15に収まるように修正が施された例もある。たとえば、『V.I.P. 修羅の獣たち』の場合、当初はR-18だったが、修正を施したことで、R-15となった。また、ピンク映画である『セフレの品格 初恋』の場合、監督の城定秀夫からの演技指導等を通じてR-15に収まる範囲の内容となった。他方、『シェイプ・オブ・ウォーター』のように修正を施したR-15版と無修正版（R-18）の両方を用意した例もある。
再審査によってレイティングが上がった例もあり、たとえばアニメ映画『劇場版 メイドインアビス 深き魂の黎明』の場合、初回審査ではPG-12だったが、再審査では「児童に対する肉体損壊などの残酷な虐待の描写」という理由でR-15に変更され、すでに前売り券を購入した15歳未満の者に対しては払い戻しに応じたことも話題となった。この変更について作品のファンからは妥当な判断だと称賛されており、この事例を取り上げたAllaboutのヒナタカも、このような作品を子どもが誤って見てしまうのを防ぐためにはまっとうなレイティングだと評価している。また、成人向け作品として公開された日活ロマンポルノ作品の中には、規定変更後の再審査でR15+に変更された作品もある。
国によってレイティングが異なる例もあり、たとえば『オオカミ狩り』の場合、制作国である韓国ではR18だが、日本ではR15に割り振られている。また、アニメ映画『PERFECT BLUE』の場合、制作国である日本のみR15であり、それ以外の国ではR18に指定されている。

## 15歳未満購入またはレンタル不可

### あ行

#### あ
| - あゝ、荒野（DVD・Blu-rayはR18+指定） - アースクエイクバード - アイアムアヒーロー - アイアンガール ULTIMATE WEAPON - アイアンクラッド - アイアン・フィスト（2013年公開） - 愛と青春の旅立ち（劇場再公開時） - 愛なのに - 愛についてのキンゼイ・レポート（日本では初めての性器無修正映画） - 愛の神、エロス（2004年） - 愛のタリオ（二次市場向け再編集版） - 愛の亡霊（1978年） - 愛のむきだし - 愛の流刑地（2007年） - アイム・ソー・エキサイテッド! - 愛を読むひと（劇場公開時はPG12指定、DVD・BDの完全無修正版はR15+指定） - アウトサイダーズ - アウトレイジ（2010年公開 監督：北野武） - アウトレイジ ビヨンド（2012年公開 監督：北野武） - アウトレイジ 最終章 | - 青い棘 - 赤いアモーレ（2004年イタリア映画） - 赤い橋の下のぬるい水 - 赤ちゃんの逆襲 - 暁に祈れ - 茜色に焼かれる - 赤×ピンク（ディレクターズカット版はR18+指定） - あ・キレた刑事2 決闘 - あ・く・あ 〜ふたりだけの部屋〜 - 悪女/AKUJO - 悪党に粛清を - 悪人に平穏なし - 悪なき殺人 - 悪の教典（過激な大量殺人の描写があるため） - 悪の法則（2013年公開 監督：リドリー・スコット） - 悪魔がはらわたでいけにえで私 - 悪魔のいけにえ 公開40周年記念版 - 悪魔の毒々モンスター 新世紀絶叫バトル（悪魔の毒々モンスターシリーズ第4作目) - 明け方の若者たち（同名小説の映画化） - アジア三面鏡2018: Journey ［映画祭上映版］ - 阿修羅少女〜BLOOD-C異聞〜 | - アジョシ - アス - アスファルト・シティ - あちらにいる鬼(同名小説の映画化) - アトミック・ブロンド - アドレナリン（ジェイソン・ステイサム主演、続編はR18+） - アナザヘヴン（2000年公開。レンタルソフトのみ。セルソフトは年齢制限の記述はなし） - あの頃エッフェル塔の下で - アノマリサ（ストップモーションアニメ） - アビゲイル - アフリカン・カンフー・ナチス - アプレンティス:ドナルド・トランプの創り方 - アフロサムライ 劇場版 - アポカリプト - 甘い人生（2005年公開） - 雨の中の慾情 - アメリカン・アサシン - アメリカン・ギャングスター（2007年アメリカ） - アメリカン・サイコ（2000年公開） - アメリカン・スナイパー - アメリカン・パイパイパイ!完結編 俺たちの同騒会（R18+指定版あり） - アラトリステ - アリーキャット - あるスキャンダルの覚え書き - ある優しき殺人者の記録 - 憐れみの3章 - アングスト/不安 - 暗殺（2015年韓国映画） - アンダー・ザ・シルバーレイク | - アンダー・ザ・スキン 種の捕食 - アンダーワールド: エボリューション（前作はPG12） - アンダーワールド ビギンズ（2009年アメリカ映画） - アンダーワールド 覚醒 - アンダーワールド ブラッド・ウォーズ - アンテナ - アンモナイトの目覚め |

#### い-う
| - 言いなりの若妻 - イージー・ライダー（劇場再公開時、薬物の使用が見られるため） - イエスかノーか半分か - 息もできない（2009年公開） - イコライザー THE FINAL - 石の微笑 - 異人たち - 生贄のジレンマ 上・中・下 - 狗神 - 悼む人 - 異端者の家 - 異端の鳥 - イット・フォローズ - 偽りなき者（2013年公開） - 愛しのアイリーン - イングロリアス・バスターズ（2009年公開 監督：クエンティン・タランティーノ） - インサイダーズ/内部者たち - インサイド - イン・ザ・カット - インスペクション ここで生きる - イントゥ・ザ・サン - インヒアレント・ヴァイス - インモータルズ -神々の戦い-（2011年のアメリカ映画） | - ヴァージン - ヴァージン・パンク（梅津泰臣監督のOVA） - ヴィーガンズ・ハム - ヴィオレッタ（2011年のフランス映画。日本以外の国では制限なし） - ヴィクラム - ウィリーズ・ワンダーランド - ウォンテッド - ウォッチメン - 美しい夜、残酷な朝（ビデオ・DVDは追加シーンを加えた完全版） - 美しき諍い女（二次市場向け再編集版） - ウッドストックがやってくる! - うなぎ（劇場再公開時） - 海にかかる霧 - 海猫 - うみべの女の子 - 海を感じる時 - 裏アカ - 裏切りのサーカス - 裏切りの街 - ウルフマン - うわこい - うわこい2 |

#### え-お
| - 映画検閲 - エイミー、エイミー、エイミー! こじらせシングルライフの抜け出し方 - エイリアン4（1997年アメリカ映画） - エイリアン: コヴェナント - 永遠に僕のもの（連続殺人犯カルロス・ロブレド・プッチの伝記映画） - エージェント・ウルトラ - エクストロ - エクスペリメント - エクスペンダブルズ（2010年公開 監督：シルヴェスター・スタローン） - エクスペンダブルズ2（劇場公開版はPG12指定。Blu-ray やDVDではR15+指定） - エクスペンダブルズ ニューブラッド - エクス・マキナ - エゴイスト - エゴン・シーレ 死と乙女 - エスケイプ・フロム・トゥモロー（ディズニーランドの敷地内を無断で撮影して製作されたモノクロ映画） - エスター - エスター ファースト・キル - エッフェル塔~創造者の愛~ - エマニュエル - エル・カンタンテ - エル・トポ - エルム街の悪夢（2010年リメイク版） - エレクション - エレファント - 遠距離恋愛 彼女の決断 - エンボク | - 狼の死刑宣告 - オーディション - オーヴァーロード - オーメン（リメイク版） - オー・ルーシー! - オールド・ボーイ（リメイク版） - オールナイトロング（シリーズ唯一の劇場公開作品） - オールナイトロング2 自主規制版（映倫が審査拒否、劇場未公開、ノーカット版はR18+） - オールナイトロング3 最終章 最終章 R指定版（映倫が審査拒否、劇場未公開、ノーカット版はR18+） - オアシス (2024年の映画) - オオカミ狩り - 狼たちの墓標 - オカムロさん - オキュラス/怨霊鏡 - おじいちゃんはデブゴン - オッペンハイマー - 男たちの挽歌（劇場再公開時） - 男と女の不都合な真実 - おとなの恋は、まわり道 - 鬼はさまよう - 俺だけレベルアップな件 ReAwakening（第1期と第2期の総集編） - おわらない物語 アビバの場合 - オン・ザ・ロード - 女の穴 - オンリー・ゴッド（2013年） |

### か行
- ガール・イン・ザ・ミラー
- カイト/KITE[57]
- 帰らない日曜日[5]
- ガキ☆ロック
- 籠の鳥
- かごの中の瞳
- カジノ (映画)（劇場再公開時[58]）
- 花芯
- カタコンベ
- 片翼だけの天使
- カティンの森
- カット/オフ
- 哀しき獣
- 悲しき天使
- カニバ　パリ人肉事件38年目の真実
- 彼女がその名を知らない鳥たち
- カノン（1999年フランス）
- カフェ・ド・フロール
- カポネ
- 神さまの言うとおり[59]
- 神の左手悪魔の右手
- 神は銃弾[60]
- 唐獅子仮面
- 硝子の塔
- カル
- 彼は秘密の女ともだち
- 彼らは生きていた
- 花蓮の夏[61]
- 渇き（2009年　韓国映画）
- 渇き。
- 監獄島
- ガンズ・アキンボ
- 完全なる飼育
- 完全なる報復
- 消えた天使
- 菊とギロチン
- 気狂いピエロの決闘（劇場再公開時）
- 危険なプロット
- 鬼太郎誕生 ゲゲゲの謎 真生版[62]（オリジナル版はPG12指定）
- キック・アス[63]（2010年）
- キック・アス/ジャスティス・フォーエバー
- キック・オーバー
- キックス
- キッズ・オールライト（劇場公開時はR15+、DVDのオリジナルバージョンはR18+[64]）
- 君と歩く世界（2012年）
- 虐殺器官[65]
- キャタピラー（若松孝二監督。寺島しのぶ主演）
- キャビン
- キャリー（1976年アメリカ 劇場再公開時）
- キャリー（2013年版 Blu-ray / DVDリリース以降）
- ギャングース
- ギャング・オブ・アメリカ
- キュア 〜禁断の隔離病棟〜[66]
- 窮鼠はチーズの夢を見る
- 凶悪[67]
- 恐怖新聞（1996年）
- キョンシー
- キラー・インサイド・ミー
- キラーカブトガニ[68]
- キラーズ・セッション
- キリング・ショット
- キル・ビル（2003年アメリカ。Vol.1のみ。Vol.2はG指定）
- キル・ユア・ダーリン
- キングスマン[69]（続編はPG12）
- キング 罪の王
- クィア/QUEER[70]
- クイルズ
- 空気人形
- クエンティン・タランティーノ 映画に愛された男[71]
- 苦役列車（2012年公開）
- 口裂け女2[72]（前作はPG12）
- グッド・タイム
- グッドフェローズ（劇場再公開時）
- グッバイ・クルエル・ワールド（過激な描写が含まれているため[73]）
- グッバイ・ゴダール!
- グッバイ、リチャード!
- くノ一忍法帖 影ノ月
- 首（2023年公開 監督：北野武[74]）
- くも漫。
- クライムハンター3 皆殺しの銃弾
- クライモリ
- クラウド アトラス（Blu-ray / DVD発売以降）
- クラウン
- グラディエーターII 英雄を呼ぶ声
- グラグラ
- グラン・ブルー完全版 〜デジタル・レストア・バージョン〜（劇場再公開時）
- グランドフィナーレ
- グリーンバレット
- くりいむレモン（実写版）
- クリスマス・イヴ
- クリミナル・アフェア 魔警
- クリムゾン・ピーク
- クリムト（2006年）
- グレイトフルデッド
- クレイヴン・ザ・ハンター[75]
- グレートハンティング2（1976年公開の『グレートハンティング 地上最後の残酷』は一般公開）
- クローサー（2004年公開 監督：マイク・ニコルズ）
- クロッシング（2009年のアメリカ映画）
- クロムスカル[76]（続編はR18+指定）
- グロリアの青春
- 軽蔑（劇場公開版・ディレクターズカット版共にR15+）
- ケープタウン
- 激怒（2022年公開 監督：高橋ヨシキ[77]）
- 化身
- けっこう仮面 新生（2012年）
- 月光の囁き
- 結婚まで1%
- 血戦 ブラッドライン[78]
- ゲット・リッチ・オア・ダイ・トライン
- ゲティ家の身代金
- 獣は月夜に夢を見る[79]
- ゲンスブールと女たち
- 幻滅[80]
- 恋におちたシェイクスピア（劇場再公開時）
- 恋するベーカリー
- 恋するリベラーチェ
- 恍惚
- 拷問男[81]
- 荒野はつらいよ 〜アリゾナより愛をこめて〜
- こえをきかせて
- ゴーギャン タヒチ、楽園への旅
- ゴーストマスター
- コードネーム: プリンス
- コープスパーティー Tortured Souls 暴虐された魂の呪叫[82]（ODS先行上映と映像ソフト）
- コープスパーティーアンリミテッド（レンタルソフトのみ。劇場上映時はR18、通常版はPG12、セルソフトでは年齢制限の記述はなし）
- コープスパーティー Book of Shadows アンリミテッド（同上）
- ゴール・オブ・ザ・デッド
- コールド・アンド・ファイヤー 凍土を覆う戦火
- コールド マウンテン
- ゴーン・ガール
- 氷の微笑（1992年アメリカ）（劇場再公開時）
- コカイン・ベア[83]
- 哭戦 オペレーション・アンデッド[84]
- 極道恐怖大劇場 牛頭
- 極道の妻たち 情炎
- 極道の妻たち Neo
- 極道兵器（2011年公開）
- 告白（中島哲也監督、松たか子主演[85]）
- 極秘指令 ドッグ×ドッグ
- 極秘捜査
- コズモポリス
- 午前4時にパリの夜は明ける[86]
- コックリさん（韓国版）
- ゴッズ・オウン・カントリー
- ゴッドスレイヤー 神殺しの剣[87]
- ゴッドファーザー<最終章>：マイケル・コルレオーネの最期（ゴッドファーザー PART IIIの再編集版）
- ゴッド・ブレス・アメリカ
- 蠱毒 ミートボールマシン
- ことの終わり
- 孤狼の血（2018年公開　監督: 白石和彌）
- 孤狼の血 LEVEL2
- コナン・ザ・バーバリアン
- このろくでもない世界で[88]
- コンクリート（2004年公開 レンタルソフトのみ。）
- コンスタンティン（UHD BD版発売時[89]）
- コンセント／同意[90]
- コンプライアンス 服従の心理

### さ行

#### さ
- サーティーン あの頃欲しかった愛のこと（2003年アメリカ）
- 最愛の大地（2011年アメリカ）
- 最近、妹のようすがちょっとおかしいんだが。
- 最後の命
- 最後の晩餐-The Last Supper
- サイドウェイ（日本リメイク版はG（年齢制限無し））
- サイド・エフェクト
- サイレントナイト (2023年の映画)[91]
- ザ・インターセクションズ
- ザ・ウォード/監禁病棟
- サウスパーク/無修正映画版（アメリカンアニメ映画では珍しいR15+指定作品）
- サウナのあるところ
- ザ・エッグ 〜ロマノフの秘宝を狙え〜
- ザ・カニバル・クラブ
- ザ・グラッジ 死霊の棲む屋敷[92]
- 桜の樹の下で（渡辺淳一原作）
- 桜姫[93]
- ザ・ゲスト
- ザ・スイッチ（2020年アメリカ）
- ザ・スーサイド・スクワッド “極”悪党、集結[94]
- サスペリア（1977年版・劇場再公開時）
- サスペリア（2018年版）
- さすらいの女神たち（2010年フランス）
- ザ・セル（2000年アメリカ[3]）
- さそり（2009年公開版。水野美紀主演）
- ザ・ハント
- サブスタンス[95]
- サプライズ
- ザ・プレデター
- サベイランス（2008年アメリカ）
- ザ・ホード -死霊の大群-
- サボタージュ
- サマー・オブ・サム
- サマー・オブ・84
- サマリア
- ザ・マスター（2012年アメリカ）
- ザ・ミッドナイトマン
- 醒めながら見る夢
- ザ・メニュー
- ザ・ユナイテッド・ステイツ vs. ビリー・ホリデイ
- サユリ[96]
- さようなら
- サヨナライツカ（中山美穂主演）
- さよならエマニエル夫人（デジタルリマスター版[97]）
- さよなら歌舞伎町
- さよなら渓谷
- さらば、愛の言葉よ
- サラバンド
- 猿楽町で会いましょう
- ザ・レイド
- 『ザ・レイド』熱戦! 烈戦! 超激戦! 過激アクション予告
- ザ・レイド GOKUDO（劇場公開版、レンタル版はR15+、ディレクターズ・カット版はR18+[98]）
- 残酷・異常・虐待物語 元禄女系図（劇場公開時はR18+指定、ソフト版はR15+指定[99]。）
- 三人の夫

#### し
- ジ・アリンズ/愛すべき最高の家族
- しあわせな人生の選択
- シークレットワルツ
- シェイプ・オブ・ウォーター
- ジェーン・ドウの解剖
- ジグソウ:ソウ・レガシー
- シグナル100（同名漫画の映画化[100]）
- 死刑確定（2004年）
- 地獄愛[101]
- 自殺サークル
- 自殺マニュアル（2003年）
- シシリアン・ゴースト・ストーリー
- 刺青 堕ちた女郎蜘蛛
- シチリアーノ 裏切りの美学[102]
- 失楽園（海外版はR18+）
- シティ・オブ・ゴッド（2002年ブラジル）
- しなやかな獣たち
- シマウマ（小幡文生 漫画の実写版）
- 邪悪なるもの[103]
- ジャーヘッド（2005年アメリカ）
- ジャッカス3D
- ジャッキー・コーガン
- ジャック・メスリーヌ フランスで社会の敵No.1と呼ばれた男
- ジャッジ・ドレッド
- ジャンゴ 繋がれざる者
- シューテム・アップ（2007年アメリカ）
- 呪怨 白い老女
- ジュテーム〜わたしはけもの
- 受難（2013年）
- 修羅の華
- 春夏秋冬そして春（2003年）
- 春画先生（商業映画としては初めて、無修正の春画が登場する[104]。）
- 純平、考え直せ
- 情愛
- ジョーカー （続編はPG12） [105]
- 少女椿
- 焦燥
- 昭和歌謡大全集（2003年 原作：村上龍）
- 女囚さそり 殺人予告
- ショーン・オブ・ザ・デッド（2019年の劇場公開時[106]）
- ジョン・ウィック
- ジョン・ウィック:チャプター2
- ジョン・ウィック:パラベラム[107]
- ジョン・ウィック:コンセクエンス
- 死霊館 悪魔のせいなら、無罪。
- 死霊のえじき（劇場再公開時）
- 死霊のはらわた（1981年アメリカ・劇場再公開時）
- シルヴィア
- 仁義なき戦い（劇場再公開時）
- 新GONIN
- 真・事故物件 本当に怖い住民たち（続編はR18+指定[108]）
- シン・シティ
- シン・シティ 復讐の女神[109]
- 新宿インシデント（ジャッキー・チェン出演作では初のR15+指定）
- 人生はマラソンだ！
- 親切なクムジャさん（2006年）
- 新選組オブ・ザ・デッド
- シン・デレラ[110]
- 人肉村[111]
- 新妹魔王の契約者 DEPARTURES[112]
- 心魔師
- 人狼ゲーム ビーストサイド
- 人狼ゲーム インフェルノ

#### す
- スイミング・プール
- 推理作家ポー 最期の5日間
- スーパー!
- スーパー・ハイ・ミー〜30日間吸いまくり人体実験〜（宣伝用映像はPG12）
- スイート・イースト 不思議の国のリリアン[113]
- スウィーニー・トッド フリート街の悪魔の理髪師（2007年）
- スカーフェイス（劇場再公開時[114]）
- スカーレットレター
- スカイライン -奪還-
- スガラムルディの魔女
- 好きにならずにいられない[115]
- スキャナー・ダークリー
- スクリーム4: ネクスト・ジェネレーション
- スケート・キッチン
- すじぼり
- スターシップ・トゥルーパーズ2
- スターシップ・トゥルーパーズ3
- スタンドアップ
- 素敵なダイナマイトスキャンダル[116]
- ストーン
- ストレイト・アウタ・コンプトン
- ストロベリーショートケイクス（2006年）
- スナッフ/SNUFF（外国映画では映倫の指定の第1号）
- スパイラル:ソウ オールリセット[117]
- スパイ・レジェンド
- スプライス
- スプリング・フィーバー
- スプリング・ブレイカーズ（2013年アメリカ）
- スモーキン・エース/暗殺者がいっぱい
- スリーピング ビューティー/禁断の悦び
- スリー・フロム・ヘル
- スワロウテイル（1996年 偽札の描写のため[4]。レンタルソフトのみ。セルソフトでは年齢制限の記述はなし）

#### せ - そ
- 青春の殺人者[118]
- 聖地には蜘蛛が巣を張る
- セクレタリー
- セフレの品格 初恋[7]
- セデック・バレ
- セブン・サイコパス（2012年イギリス）
- 全員死刑
- 世界の果てまでヒャッハー!
- 先生の白い嘘[119]
- セントアンナの奇跡[120]
- 戦狼 ウルフ・オブ・ウォー
- ソウ（2004年公開）
- ソウ2
- ソウ3（当初はR18+になるはずだったが、問題の4つのシーンの画面を暗くすることでR15+指定となった[5]）
- ソウ4
- ソウ5
- ソウ6
- ソウ ザ・ファイナル 3D（2010年アメリカ）
- ソウX[121]
- ソーセージ・パーティー[4][122]
- そこのみにて光輝く
- その女諜報員 アレックス[123]
- ソハの地下水道
- 空の瞳とカタツムリ
- それでも私は生きていく[124]
- ゾンビ 日本初公開復元版（劇場再公開時）
- ゾンビアス
- ゾンビ・ガール
- ゾンビ革命 フアン・オブ・ザ・デッド
- ゾンビランド（2009アメリカ）
- ゾンビランド:ダブルタップ
- ゾンビスクール!
- ゾンビの中心で、愛をさけぶ
- 孫文の義士団

### た行
- ダーティ・ガイズ パリ風俗街潜入捜査線
- ダーティ・グランパ
- ダイアリー・オブ・ザ・デッド（2008年アメリカ）
- タイガー 裏切りのスパイ[125]
- 第三夫人と髪飾り
- タイタス（1999年アメリカ）
- 大脱出3（1、2はともにG（全年齢）区分）
- タイトル、拒絶（セックスワーカーを題材とした作品[126]）
- 太陽の傷（2006年）
- ダウンレンジ
- タッカーとデイル 史上最悪にツイてないヤツら
- 辰巳[127]
- ダニエル
- ダブルミンツ
- ダラス・バイヤーズクラブ
- タロウのバカ（未成年の犯罪行為の描写があるため[128]）
- タンジェリン（2015年アメリカ）
- 断食芸人
- チェイサー（2008年韓国）
- 地下幻燈劇画 少女椿（劇場公開版は20箇所程の映像と音声に規制を加えてR指定にされている[129]）
- 血と骨（2004年公開 監督：崔洋一）
- 血まみれスケバンチェーンソー
- 血まみれスケバンチェーンソー RED ネロの復讐 / ギーコの覚醒
- チャーリー・セズ/マンソンの女たち
- チャイルド・オブ・ゴッド
- チャイルド・プレイ（2019年[130]）
- チャイルド・プレイ/チャッキーの種[131]（チャイルド・プレイシリーズの第5作目）
- チャイルド・プレイ 〜チャッキーの狂気病棟〜（チャイルド・プレイシリーズの第7作目、日本では劇場公開されず2017年11月8日にリリースされた）
- チャンブラにて
- チューリップ・フィーバー 肖像画に秘めた愛
- 超擬態人間
- 超神伝説うろつき童子（アダルトアニメの再編集版[132]）
- ちょっとかわいいアイアンメイデン
- チワワちゃん
- 血を吸う粘土〜派生
- 弱虫（チンピラ）
- 沈黙の鉄拳（スティーブン・セガール主演）
- 沈黙の戦艦　(スティーブン・セガール主演)
- 妻が恋した夏
- 罪と女王[133]
- 冷たい雨に撃て、約束の銃弾を
- つやのよる ある愛に関わった、女たちの物語
- テイキング・ライブス（劇場公開時はいくつかのシーンをカットしてPG12で公開、ビデオ・DVDはノーカットR15+版）
- テイク・ディス・ワルツ
- ディクテーター 身元不明でニューヨーク
- ディストラクション・ベイビーズ
- ディセント (映画)（2006年）
- ディセント2
- ディックス!! ザ・ミュージカル[134]
- ディテクティヴ
- ディパーテッド
- ディヴァイド
- デイブレイカー
- テキサス・チェーンソー
- テキサス・チェーンソー ビギニング
- デス・ウィッシュ
- デス・プルーフ in グラインドハウス
- 鉄男
- テッド（2012年アメリカ 監督：セス・マクファーレン）[4]
- テッド アンレイテッド・バージョン
- テッド2
- デッドガール
- デッドクリフ
- デッドコースター（2003年アメリカ）
- デッド・ドント・ダイ
- テッド・バンディ
- デッドプール[135][136]
- デッドプール2[136]
- デッドプール&ウルヴァリン（マーベル・スタジオ初のR15+指定[137]）
- テネイシャスD 運命のピックをさがせ!
- テハンノで売春していてバラバラ殺人にあった女子高生、まだテハンノにいる
- デビルズ・ゲーム[138]
- デビルズ・リジェクト マーダー・ライド・ショー2
- デュー・デート 〜出産まであと5日!史上最悪のアメリカ横断〜
- テラー トレイン（2008年アメリカ）
- テル・ミー・ライズ
- 天国の口、終りの楽園。
- トータル・リコール（劇場再公開時）
- 東京アディオス
- 東京喰種 トーキョーグール【S】（前作はPG12指定[139]）
- 東京〜ここは、硝子の街〜
- 東京大学物語（2006年公開 監督：江川達也 漫画の映画化）
- 東京難民
- 東京無国籍少女（2015年 日本）
- どうしようもない恋の唄
- 童貞ペンギン（2007年アメリカ）
- 童貞放浪記
- トゥ・ヘル
- ドゥームズデイ
- ドクムシ[140]
- 毒娘[141]
- 時計じかけのオレンジ（劇場再公開時）
- 年上ノ彼女
- ドッグ・ソルジャー
- ドッグ・バイト・ドッグ
- ドッグヴィル
- 隣の家の少女
- 富江 アンリミテッド
- ドミノ
- 共喰い
- 友だちのパパが好き
- 友へ チング
- ドライヴ（2011年アメリカ）
- ドライブ・アングリー3D
- ドライブ・マイ・カー（インターナショナル版）
- ドラゴン・タトゥーの女（2011年アメリカ）
- トランス（2013年イギリス）
- トランスアメリカ
- トランストリップ
- トリコロールに燃えて
- トレインスポッティング（1996年公開イギリス映画・劇場再公開時）
- ドローン・オブ・ウォー
- ドーン・オブ・ザ・デッド（セル版DVDはさらに過激なノーカット完全版）
- ドン・ジョン
- ドント・ブリーズ2（前作はPG12指定[142]）

### な行
- ナイチンゲール[143]
- ナイト・トーキョー・デイ（2009年スペイン）
- ナイト・ビフォア 俺たちのメリーハングオーバー
- 眺めのいい部屋（劇場再公開向け新版）
- 泣く男
- 嘆きのピエタ
- ナチュラルウーマン2010
- 名無しの十字架
- 泪壺
- 名もなき復讐
- なんちゃって家族
- ナンバー23（2007年アメリカ）
- 二重生活
- 二十六夜待ち
- 日本で一番悪い奴ら[144]
- ニワトリ★スター[145]
- 人間失格 太宰治と3人の女たち
- ヌードの夜/愛は惜しみなく奪う（ディレクターズ・カット 完全版はR18+）
- ネイバーズ2[146]（日本では劇場未公開）
- 猫は逃げた[13]
- ネオン・デーモン
- 寝ずの番
- ノーウェアボーイ ひとりぼっちのあいつ
- 農家の嫁 あなたに逢いたくて
- ノーカントリー
- ノーザン・ソウル
- 脳天パラダイス[147]
- ノ・ゾ・キ・ア・ナ（2014年実写版）
- ノック・ノック
- のみとり侍
- 紀子の食卓（2006年）
- 呪われた絵画[148]
- ノン子36歳（家事手伝い）

### は行

#### は
| - パージ - パージ:アナーキー - パージ:大統領令 - パージ:エクスペリメント - バーダー・マインホフ 理想の果てに - ハードキャンディ（2005年アメリカ） - ハードコア - ハード・コア（2018年公開） - ハードロマンチッカー（2011年） - バーバリアン - パーフェクト・ゲッタウェイ - パーフェクト・センス - バーフバリ 伝説誕生 - バーフバリ 伝説誕生 ＜完全版＞ - バーン・クルア 凶愛の家 - バイオレント・ナイト - ハイテンション - ハウスメイド - バカヤロー!V エッチで悪いか - バカヤロー!V2 私、問題です - バキ（MX4D版上映時） | - 白痴（1951年公開 監督：黒澤明） - バクラウ 地図から消された村 - 爆裂魔人少女 バーストマシンガール - ハサミ男 - パズル - バタフライ・エフェクト3/最後の選択 - バタリアン4 - バタリアン5 - バチェロレッテ あの子が結婚するなんて! - パッション（2012年公開 監督：ブライアン・デ・パルマ） - バッド・エデュケーション - バッドキャット（トルコのCGアニメーション映画） - バッドボーイズ2バッド（劇場公開時はいくつかのシーンをカットしてPG12で公開、ビデオ・DVDはノーカットR15+版） - バッドボーイズ フォー・ライフ - バッド・マイロ! - バッド・ルーテナント - パトリック 戦慄病棟 - バトル・ロワイアル（2000年公開 監督：深作欣二） - バトル・ロワイアル 特別篇（韓国では18禁） - バトル・ロワイアル3D - バトル・ロワイアルII 鎮魂歌 - バトル・ロワイアルII 特別篇 REVENGE | - 花宵道中 - パニック・マーケット3D - パニッシャー: ウォー・ゾーン - バビロン - パペット・マスター（2018年） - 薔薇の名前 (映画)（1986年） - パラレル・マザーズ - パリより愛をこめて - ばるぼら（手塚治虫原作の実写映画） - はるヲうるひと - バレッツ - バレット - ハロウィン（2007年版） - ハロウィン（2018年版） - ハロウィン KILLS（2018年版の続編） - ハロウィン THE END - ハングオーバー! 消えた花ムコと史上最悪の二日酔い - ハングオーバー!! 史上最悪の二日酔い、国境を越える（続編はPG12指定） - ハングマンズ・ノット - バンコック・デンジャラス - ハンズ・オブ・ストーン - ハンティング・パーク - ハンニバル（2001年アメリカ） - ハンニバル・ライジング |

#### ひ
- ビーチ・バム まじめに不真面目[158]
- ヒーローショー[159]
- 日蔭のふたり
- ビザンチウム
- ビジランテ
- ヒストリー・オブ・バイオレンス（2005年アメリカ）
- ビッグ・リボウスキ
- ビッチ・スラップ 危険な天使たち
- ヒッチャー
- ヒットマン:エージェント47[160]（日本では劇場未公開）
- ひどくくすんだ赤[161]
- 美と殺戮のすべて[162]
- ビバリウム
- ヒメアノ〜ル（同名漫画の映画化[163]）
- 百円の恋
- ビューティフル・ボーイ
- ピラニア3D（2010年アメリカ）
- ビリーバーズ（同名漫画の映画化[164]）
- ビルド・ア・ガール
- ピンク・フロイド ザ・ウォール（劇場再公開時）

#### ふ
| - プー2 あくまのくまさんとじゃあくななかまたち（前作はPG12指定） - ファーゴ（劇場再公開時） - ファイト・クラブ（劇場再公開時、公開当初はPG12指定） - ファイナル・スコア - ファイナル・デッドコースター（2006年アメリカ） - ファイナル・デッドサーキット 3D - ファウンダーズデイ／殺戮選挙 - ファクトリー・ガール - ファイヤー・ウィズ・ファイヤー 炎の誓い - ファンシー - フィースト2/怪物復活 - フィースト3/最終決戦 - フィフティ・シェイズ・オブ・グレイ（R18+版あり、BDやDVDではR18+指定） - フィフティ・シェイズ・フリード - フィリップ - フィリップ、きみを愛してる! - フォーエバー・パージ - 武器人間（2013年） - 復讐するは我にあり（劇場再公開時） - 復讐の十字架 - 複製された男 - ふたりの5つの分かれ路 - 不都合な理想の夫婦 - 武闘の帝王 | - 無頼 - ブライアン・ジョーンズ ストーンズから消えた男 - ブライズメイズ 史上最悪のウェディングプラン - プライマル・レイジ - ブラザーフッド 4K（劇場再公開時） - ブラックサイト - ブラック・スキャンダル - ブラック・スワン - ブラック・ダリア - ブラッディ・バレンタイン3D（劇場公開時、DVD・BDの完全版はR18+指定） - ブラッド（2007年アメリカ） - ブラッドレイン - プラットフォーム - プラトニック・セックス - プラネット・テラー in グラインドハウス - フランキー・ワイルドの素晴らしき世界 - フランドル - ブリジット・ジョーンズの日記（続編の『きれそうなわたしの12か月』、『 ダメな私の最後のモテ期』はG指定） - フリークスアウト - フリーズ・ミー - フリーランサー NY捜査線 | - プリズン・ランペイジ - ブリッジ - プリデスティネーション - ブリムストーン - ブリングリング - ブルー・ダイヤモンド - ブルータリスト - ブルータル・ジャスティス - ブルーノ - ブルーバレンタイン - フルメタル・ジャケット（劇場再公開時） - プレイヤー - ブレイブ ワン - プレシャス - ブレス - ブレット・トレイン（小説『マリアビートル』の映画化） - フレディVSジェイソン（劇場公開時はいくつかのシーンをカットしてPG12で公開、ビデオ・DVDはノーカットR15+版） - プレデター:ザ・プレイ - フローズン・タイム（2006年イギリス） - ブローン・アパート - フロム・ヘル |

#### へ - ほ
| - ペイン・アンド・グローリー - ペイン&ゲイン 史上最低の一攫千金 - ヘヴィ・トリップ 俺たち崖っぷち北欧メタル! - ベーゼ・モア - ペーパーボーイ 真夏の引力 - ベター・ウォッチ・アウト クリスマスの侵略者 - ペット・セメタリー（2019年版） - ベティ・ペイジ - 紅蜘蛛女 - ベネシアフレニア - 蛇にピアス（2008年） - ベル・エポックでもう一度 - ベルセルク 黄金時代篇III 降臨（R18+指定版あり） - ヘルタースケルター（2012年） - ヘルボーイ（2019年版） - ヘルライド（2008年アメリカ） - ベルリン・シンドローム - ベロニカは死ぬことにした（2005年） - 返校 言葉が消えた日(国民党政権下の台湾を題材としたゲームの映画化) - ヘンゼル & グレーテル - 変態村 | - ポイント45 - ポエトリー、セックス - ボーイズ・オン・ザ・ラン - ボーグマン - ホースメン - ボーダーライン - ボーはおそれている - ホーリー・マウンテン - ホーンズ 容疑者と告白の角 - 濹東綺譚（劇場再公開時） - ぼくを葬る - ホテル・エルロワイヤル - ホテル・ムンバイ - ボラット 栄光ナル国家カザフスタンのためのアメリカ文化学習 |

### ま行
- マークスの山（1995年）
- マーターズ
- マーダー・ライド・ショー（2003年アメリカ）
- マーベラス
- まいっちんぐマチコ先生
- マイ・ビューティフル・ランドレット（劇場再公開時）
- マイ・ボディガード（2004年アメリカ）
- マイル22
- マインドハンター
- マグダレンの祈り
- 真幸くあらば
- マジック・マイク
- マジック・マイクXXL
- 魔女と呼ばれた少女
- マスターズ・オブ・ホラー 虫おんな
- マチェーテ・キルズ
- マッド・マウス ミッキーとミニー（パブリックドメイン化した蒸気船ウィリーのミッキーマウスをテーマにしたホラー映画[184]）
- マッドマックス（劇場再公開時）
- マッドマックス2（劇場再公開時）
- マッドマックス 怒りのデス・ロード（地上波放送では編集あり[185]）
- マップ・トゥ・ザ・スターズ
- マニアック（2012年フランス[186]）
- マリッジリング
- マルセイユの決着
- 卍
- マンディ 地獄のロード・ウォリアー
- 見えない目撃者[187]
- 岬の兄妹
- ミスター・グッドバーを探して
- ミステリアス・スキン（2025年の劇場公開時[188]）
- ミスト
- ミスミソウ
- 淫らなワタシが目を覚ます
- 蜜月（榊英雄監督の不祥事により公開中止となった[189]）
- ミッドサマー（未公開シーンを追加しモザイク除去を行ったディレクターズカット版はR18+指定[190]）
- ミッドナイトエンジェル ～世直し官能喫茶～
- 蜜の味 〜テイスト オブ マネー〜
- みな殺しの霊歌
- みなに幸あれ[191]
- ミューズ
- ミュータント・クロニクルズ（2008年アメリカ）
- 宮本から君へ
- ミラーズ（2008年アメリカ）
- ミラノ、愛に生きる
- ミレニアム　ドラゴン・タトゥーの女
- ミレニアム2 火と戯れる女
- ムービー43[192]
- ムーン・ウォーカーズ
- ムーンライト
- ムカデ人間（続編はR18+指定）
- 無ケーカクの命中男/ノックトアップ
- メイ・ディセンバー ゆれる真実[193]
- メカニック
- メタルヘッド
- メッセンジャー
- メノット
- モーガン夫人の秘密
- モータルコンバット（2021年版[194]）
- モーリス（劇場再公開時）
- モールス
- モンキーマン[195]
- モンスター（2003年アメリカ）
- モンスター（2013年）
- モンスター・フェスティバル
- モンティ・パイソン ある嘘つきの物語 グレアム・チャップマン自伝

### や行
- やくざ刑罰史 私刑!（ソフト発売時[99]）
- 屋根裏の殺人鬼フリッツ・ホンカ
- 野蛮なやつら/SAVAGES（2012年アメリカ）
- 闇金ドッグス4[196]
- ユア・マイ・サンシャイン
- ユーロクライム! 70年代イタリア犯罪アクション映画の世界
- ユニバーサル・ソルジャー:リジェネレーション（ユニバーサル・ソルジャーの続編）
- 夢売るふたり（2012年）
- 夢二〜愛のとばしり
- ゆれる人魚
- 夜明けまで離さない
- 妖獣奇譚 ニンジャVSシャーク（サメ映画および剣殺陣劇では初めてとなるR15+指定[197]）
- 欲望の化身
- 欲望のバージニア（2012年アメリカ[198]）
- 夜、鳥たちが啼く[199]

### ら行
- ライヴ
- 雷神-RAIJIN-　(2008年アメリカ)
- ライチ☆光クラブ
- ライトハウス
- ライリー・ノース -復讐の女神-
- ラストキング・オブ・スコットランド（2006年イギリス）
- ラストスタンド（2013年アメリカ）
- ラストナイト・イン・ソーホー[200]
- ラスト・フェイス（劇場未公開作品）
- ラスト・ブラッド
- ラスト・リベンジ
- ラッキーナンバー7
- ラバー（2010年フランス）
- ラブ & ドラッグ
- ラブレス
- ラム・ダイアリー
- ララピポ（2009年）
- ラン・オールナイト
- ランナウェイズ
- ランボー/最後の戦場
- ランボー ラスト・ブラッド[201]
- 乱歩地獄
- リアリティのダンス
- リアル鬼ごっこ（2015年版）
- リグレッション
- リダクテッド 真実の価値
- リディック: ギャラクシー・バトル
- リトル・チルドレン
- リバーズ・エッジ
- 理髪店主のかなしみ
- リベンジポルノ Pain Of Love
- リミット・オブ・アサシン
- リバティーン（2004年イギリス）
- リリーのすべて
- 隣人13号（ビデオ・DVDは削除シーンを追加した完全版）
- ルーシー・イン・ザ・スカイ
- レイキャヴィク・ホエール・ウォッチング・マサカー
- レイヤー・ケーキ
- レイクサイド マーダーケース
- レヴェナント: 蘇えりし者
- レオ：ブラッディ・スウィート[202]
- レクイエム（ジャン＝クロード・ヴァン・ダム主演版）
- レクイエム 最後の銃弾
- レクイエム・フォー・ドリーム
- レジェンド・オブ・フィスト 怒りの鉄拳
- レスラー
- レディ・オア・ノット[203]
- レディ・ガイ
- レッド・ステイト
- レッド・スパロー
- レベル・サーティーン
- レポゼッション・メン
- 老人の恋 紙の力士
- 蝋人形の館
- ロシアン・ドールズ（ビデオ・DVDのタイトルは『ロシアン・ドールズ スパニッシュ・アパートメント2』）
- ロスト・マネー 偽りの報酬
- ロブスター
- ロフト.
- ロボコップ［ディレクターズ・カット］（劇場再公開時）
- ロング・エンゲージメント
- ロンドンゾンビ紀行
- ローズ・イン・タイドランド
- ロード・オブ・ウォー
- ロード・オブ・セイラム
- ローライフ
- ローリング
- ロンリーハート

### わ行
- ワイヤー・ルーム[204]
- ワイルドシングス3（2005）（スター・チャンネルではR15+相当[205]）
- ワイルド・バレット（2006年ドイツ・アメリカ）
- 別れぬ理由（1987）
- 私が、生きる肌
- わたしに会うまでの1600キロ
- 私の男
- わたしの可愛い人 シェリ
- 私の知らないわたしの素顔
- 私の奴隷になりなさい（2012年）
- 私の中のワタシ
- 私の20世紀（劇場再公開時）
- わたしは最悪。[206]
- ワンス・アポン・ア・タイム・イン・アメリカ エクステンデッド版（劇場再公開時）
- ワンダーランド（2003）

### アルファベット
| - ABYSS アビス - ADULT 24歳の恋 - A KITE INTERNATIONAL VERSION（オリジナル版はアダルトアニメであり、性的場面をカットして限定上映された。） - ANIARA アニアーラ - ANON アノン - BOYS LOVE - BPM ビート・パー・ミニット - BRICK ブリック - BUG/バグ - CHLOE/クロエ - D坂の殺人事件 - DEAD OR ALIVE 犯罪者 - DEAD OR ALIVE 2 逃亡者 - DEAD OR ALIVE FINAL - DOOM ドゥーム - FLARE〜フレア〜 - G:MT（映画前半の性描写が該当したとされている） - GAMER（2009年アメリカ） - GIRLSブラボー - GONIN（1995年） - GONIN2 | - H [エイチ] - HUNGER/ハンガー - HEAT -灼熱-（2004年 漫画の映画化） - HEY JAPANESE! Do you believe PEACE,LOVE and UNDERSTANDING? 2008 2008年、イマドキジャパニーズよ。愛と平和と理解を信じるかい? - IT/イット “それ”が見えたら、終わり。（「金曜ロードSHOW!」においては、テレビ向けに編集されたバージョンが放送された。） - IT/イット THE END “それ”が見えたら、終わり。 - IZO（上映劇場を募集したことは一部で有名） - KARATE KILL/カラテ・キル - KESARI/ケサリ 21人の勇者たち - L.A. ギャング ストーリー - L'amant ラマン - LAMB/ラム - LOGAN/ローガン - LORO 欲望のイタリア - LOVEHOTELに於ける情事とPLANの涯 - M - M/村西とおる狂熱の日々 - MANRIKI - MaXXXine マキシーン - MAY -メイ- - MEMORY メモリー - MEN 同じ顔の男たち - MEZZO FORTE International Version（A KITE同様に性的場面をカットして限定上映された） - MONOS 猿と呼ばれし者たち - MOST BEAUTIFUL ISLAND モースト・ビューティフル・アイランド - Mr.ノボカイン - M3GAN ミーガン（劇場公開版はPG12指定、Blu-rayやDVD版はR15+指定） | - nude - O嬢の物語 - PARALLEL-パラレル- - Pearl パール - 劇場版 PSYCHO-PASS サイコパス - 劇場版 PSYCHO-PASS サイコパス PROVIDENCE - R100 - RAMPO（奥山バージョン・インターナショナル・バージョン） - RAW 少女のめざめ - REC/レック - REC/レック2 - REC/レック3 ジェネシス - REC/レック4 ワールドエンド - Red - REPO! レポ - REVENGE リベンジ - ROMA/ローマ - SAFE/セイフ - SEXテープ（ザ・シネマでR15+指定） - SHOGUN 将軍（2024年11月16日に第一話と第二話が劇場公開された） - SISU/シス 不死身の男 - SKIN/スキン - SNS-少女たちの10日間- - SPL 狼よ静かに死ね - SUSHI GIRL - Swallow/スワロウ | - TAP 完全なる飼育 - TATARI タタリ/呪いの館 - TATSUMI（辰巳ヨシヒロ原作のアニメ映画。当初はR18+指定にされる予定だったが、一部の場面に修正を加えることでR15+指定で上映された。） - THE ICEMAN 氷の処刑人 - The FEAST/ザ・フィースト - THE LIMIT OF SLEEPING BEAUTY-リミット・オブ・スリーピング ビューティ- - THE MONKEY/ザ・モンキー - The Witch 魔女 - THE WITCH/魔女 -増殖- - TITANE/チタン - TOKYO TRIBE - T2 トレインスポッティング - UNDERWATER LOVE -おんなの河童- - VAMP - VENUS／ヴィーナス - V/H/S 94 - V.I.P. 修羅の獣たち - Walking Meat - WEEKEND ウィークエンド - X エックス - YUMENO - ZMフォース ゾンビ虐殺部隊 - ZOMBIO/死霊のしたたり（劇場再公開時） |

### 数字
- 009ノ1 THE END OF THE BEGINNING
- 0:34 レイジ34フン（2004）
- 1.0 ワン・ポイント・オー（2004）
- 13/ザメッティ（2005）
- 13日の金曜日（2009年リメイク版）
- 17歳のウィーン フロイト教授人生のレッスン[236]
- 19/ナインティーン
- 1950 鋼の第7中隊(朝鮮戦争の一つである長津湖の戦いを中国側の視点から描いた作品[237])
- 2つ目の窓
- 24アワー・パーティー・ピープル
- 25 NIJYU-GO
- 25年目の弦楽四重奏
- 28週後...（前作はPG12指定）
- 28年後...[238]
- 30デイズ・ナイト
- 300 〈スリーハンドレッド〉[239]（2007）
- 300 〈スリーハンドレッド〉 〜帝国の進撃〜[240]（劇場公開時、Blu-ray / DVDリリース以降はR18+指定）
- 4月の涙
- 40歳の童貞男（2005）
- 4デイズ
- 68キル
- 9 3/4 ナイン・スリークオーター

## 15歳未満購入またはレンタル可能
- オールド・ボーイ（4Kリマスター版はR18+指定[241]）
- キングダム・オブ・ヘブン（ザ・シネマでR15+指定[242]）
- ケープ・フィアー（ザ・シネマでR15+指定[243]）
- 座頭市（2003年 監督：北野武）
- ジェイド（ザ・シネマでR15+指定[244]）
- ジェニファーズ・ボディ 完全版（ソフト版は指定なし。スターチャンネルでR15+指定[245]）
- 獣兵衛忍風帖（劇場公開時は指定なし。AT-Xでは視聴年齢制限（R15+）あり[246]）
- 新感染半島 ファイナル・ステージ（劇場公開時はG指定、ザ・シネマでR15+指定[247]）
- スーパーバッド 童貞ウォーズ（スターチャンネルでR15+指定[248]）
- スクリーム (2022年の映画)（ソフト版は指定なし、配信版でR15+指定）
- セブン（ザ・シネマでR15+指定[249]）
- ツォツィ（未成年者による殺傷シーンがあるため[67]。日活はPG12の適用が相当として再審査を求めるも却下され、15歳以下対象のティーンエイジャー試写会を開催[250]）
- PERFECT BLUE（日本のアニメ映画では初めてとなるR-15指定作品[251]。日本国外ではR18指定[10]。）
- ヒットマン アンレイテッド版（スターチャンネルでR15+指定[252]）
- プレデター（ザ・シネマでR15+指定[253]）
- マルドゥック・スクランブル 燃焼 完全版（AT-Xでは視聴年齢制限（R15+）あり[254]）
- マルドゥック・スクランブル 排気 完全版（AT-Xでは視聴年齢制限（R15+）あり[255]）
- 劇場版メイドインアビス 深き魂の黎明（当初はPG12指定だったが、「児童に対する肉体損壊などの残酷な虐待の描写」を理由にR-15指定に変更された[5][256]）
- 妖獣都市（劇場公開時は指定なし。AT-Xでは視聴年齢制限（R15+）あり[257]）
- ワイルド・アット・ハート（ザ・シネマでR15+指定[258]）
- 13日の金曜日（ザ・シネマでR15+指定[259]）